# Remedy Entertainment
Pour les articles homonymes, voir Remedy.
Remedy Entertainment est un studio finlandais de développement de jeux vidéo créé en août 1995 et établi à Espoo. La société s'est notamment fait connaître pour le développement de la série de jeux vidéo Max Payne.

## Historique
En 1997, Remedy crée un test de performance dénommé Final Reality et le 17 décembre 1997, elle crée une nouvelle compagnie, Futuremark, pour soutenir le développement de son programme. Cette nouvelle société est maintenant bien connue dans le monde du jeu vidéo pour son programme 3DMark, un puissant benchmark 3D qui permet d'évaluer la performance des cartes graphiques avec les dernières évolutions matérielles et logicielles[réf. nécessaire].
Avant de former Remedy, quatre des membres fondateurs participaient à la scène démo sous le nom du groupe Future Crew. Mais l'équipe de Remedy n'est pas celle de Future Crew.
Le studio est notamment reconnu pour sa franchise Max Payne, renommée pour avoir popularisé l'utilisation du bullet time dans les jeux vidéo. En 2002, la franchise Max Payne est vendue à Take Two pour 10 millions de dollars. Toutefois, Remedy apportera son aide pour Max Payne 3, en proposant des conseils et retours de jeu aux équipes de Rockstar Games[réf. nécessaire].
Alan Wake, nouvelle franchise du studio sortie en 2010, partage quelques similitudes avec Max Payne comme le soin apporté à l'univers, la personnalité du héros, ou encore l'idée des cauchemars[réf. nécessaire].
Alan Wake's American Nightmare est officiellement annoncé lors des Spike Video Game Awards 2011, malgré une sortie dématérialisée sur Xbox Live Arcade, le jeu est présenté comme ambitieux. Il sort le 22 février 2012, puis le 22 mai sur PC.
Quantum Break est annoncé lors du salon de l'Electronic Entertainment Expo (E3) en 2013, le jeu finit par sortir le 5 avril 2016 sous la publication de Microsoft Studios en exclusivité sur Xbox One et Windows.
Control est annoncé lors de l'E3 2018 puis sort le 27 août 2019, édité par 505 Games sur PlayStation 4, Xbox One et Windows.
Le 1er juillet 2019, Remedy récupère les droits d'Alan Wake alors détenus par Microsoft ainsi que 2,5 millions de dollars.
Alan Wake 2, le second opus de la franchise démarrée en 2010, sort le 27 octobre 2023 sur PC. À sa sortie, il est alors exclusivement disponible sur la plateforme Epic Games, ainsi que sur les consoles PlayStation 5 et Xbox Series.
Le 28 février 2024, Remedy annonce racheter les droits d'exploitation de la franchise Control à 505 Games pour 17 millions d'euros, leur permettant d'éditer eux-mêmes Control 2 et FBC: Firebreak. Ce rachat ne sera effectif que le 31 décembre 2024,.
Le 29 août 2024, le studio de développement finlandais s'associe à Annapurna Pictures. En échange du financement de 50 % de Control 2, la société de production américaine récupère les droits d'exploitation de l'univers connecté Remedy au cinéma et à la télévision,,.
En septembre 2024, Remedy conclut un prêt convertible de 15 millions d'euros avec Tencent, qui devrait financer le développement et l'auto-édition des prochains jeux. Le prêt pourra être transformé par le conglomérat chinois en un maximum de 811 110 nouvelles actions, soit 5,98 % du capital de Remedy,.

## Inspirations
En décembre 2024, Kyle Rowley, le réalisateur d'Alan Wake 2 explique que la société Naughty Dog est un modèle pour Remedy : « je pense qu'on doit viser à devenir la version européenne de Naughty Dog ».

## Jeux développés
| Année | Titre                                                     | Plateforme(s)                                                           | Éditeur                          |
| ----- | --------------------------------------------------------- | ----------------------------------------------------------------------- | -------------------------------- |
| 1996  | Death Rally                                               | MS-DOS                                                                  | Apogee                           |
| 2001  | Max Payne                                                 | Windows, PlayStation 2, Xbox, Xbox Live Arcade, MacOS, Game Boy Advance | Take-Two Interactive             |
| 2003  | Max Payne 2: The Fall of Max Payne                        | Windows, PlayStation 2, Xbox, Xbox Live Arcade                          | Take-Two Interactive             |
| 2010  | Alan Wake                                                 | Windows, Xbox 360                                                       | Microsoft Studios                |
| 2011  | Death Rally                                               | Windows, Android, iOS                                                   | Apogee                           |
| 2012  | Alan Wake's American Nightmare                            | Xbox Live Arcade, PC                                                    | Microsoft Studios                |
| 2014  | Agents of Storm                                           | iOS                                                                     | Flaregames                       |
| 2016  | Quantum Break                                             | Windows, Xbox One                                                       | Microsoft Studios                |
| 2019  | Control                                                   | Windows, PlayStation 4, Xbox One                                        | 505 Games                        |
| 2021  | CrossfireX (co-développé avec Smilegate)                  | Windows, Xbox One                                                       | Smilegate                        |
| 2023  | Alan Wake 2                                               | Windows, PlayStation 5, Xbox Series                                     | Epic Games Publishing            |
| 2025  | FBC: Firebreak                                            | Windows, PlayStation 5, Xbox Series                                     | Remedy Entertainment             |
| -     | Remake de Max Payne et Max Payne 2: The Fall of Max Payne | Windows, PlayStation 5, Xbox Series                                     | Rockstar Games                   |
| N/A   | Control 2                                                 | Windows, PlayStation 5, Xbox Series                                     | Remedy Entertainment / 505 Games |